# Faribault (Minnesota)
Faribault település az Amerikai Egyesült Államok Minnesota államában, Rice megyében, melynek megyeszékhelye is. Lakosainak száma 24 453 fő (2020. április 1.).

## Népesség
A település népességének változása:

| 2010 | 23 352 |
| 2020 | 24 453 |